# Russische militaire begraafplaats in Wuppertal
De Russische militaire begraafplaats in Wuppertal is een militaire begraafplaats in Noordrijn-Westfalen, Duitsland. Op de begraafplaats liggen dertig omgekomen Russische militairen uit de Tweede Wereldoorlog.